# Jacques Tixier
Jacques Tixier (Burdeos, 1 de enero de 1925 - Pradines, 3 de abril de 2018) fue un arqueólogo y prehistoriador francés, especializado en la tecnología lítica.

## Biografía
Jacques Tixier se marchó a Argelia para ejercer como profesor de primaria a los 22 años. Allí conoció a Lionel Balout, profesor de la facultad de Argel y conservador del Museo Nacional del Bardo, que le inspiró a continuar su investigación en prehistoria. En 1955, se incorporó al Centro Nacional para la Investigación Científica (CNRS) como prehistoriador y, posteriormente, en 1961, en el Instituto de Paleontología Humana (IPH) de París. En 1980, creó el laboratorio de «Prehistoria y Tecnología» (UMR 7055) del CNRS, que dirigió hasta 1987.
Jacques Tixier desarrolló un método de análisis, llamado tecnología lítica, que, a través del estudio de las técnicas de fabricación de herramientas de piedra tallada, permite comprender el comportamiento social, la cultura y las capacidades cognitivas del hombre prehistórico.
Sus archivos científicos están depositados en el Centro de Archivos  de la Maison des Sciences de l’homme Mondes.